# Delazon Smith
Delazon Smith (New Berlin, 1816. október 5. – Portland, 1860. november 19.) az Amerikai Egyesült Államok szenátora (Oregon, 1859).